# Buddy (Musical)

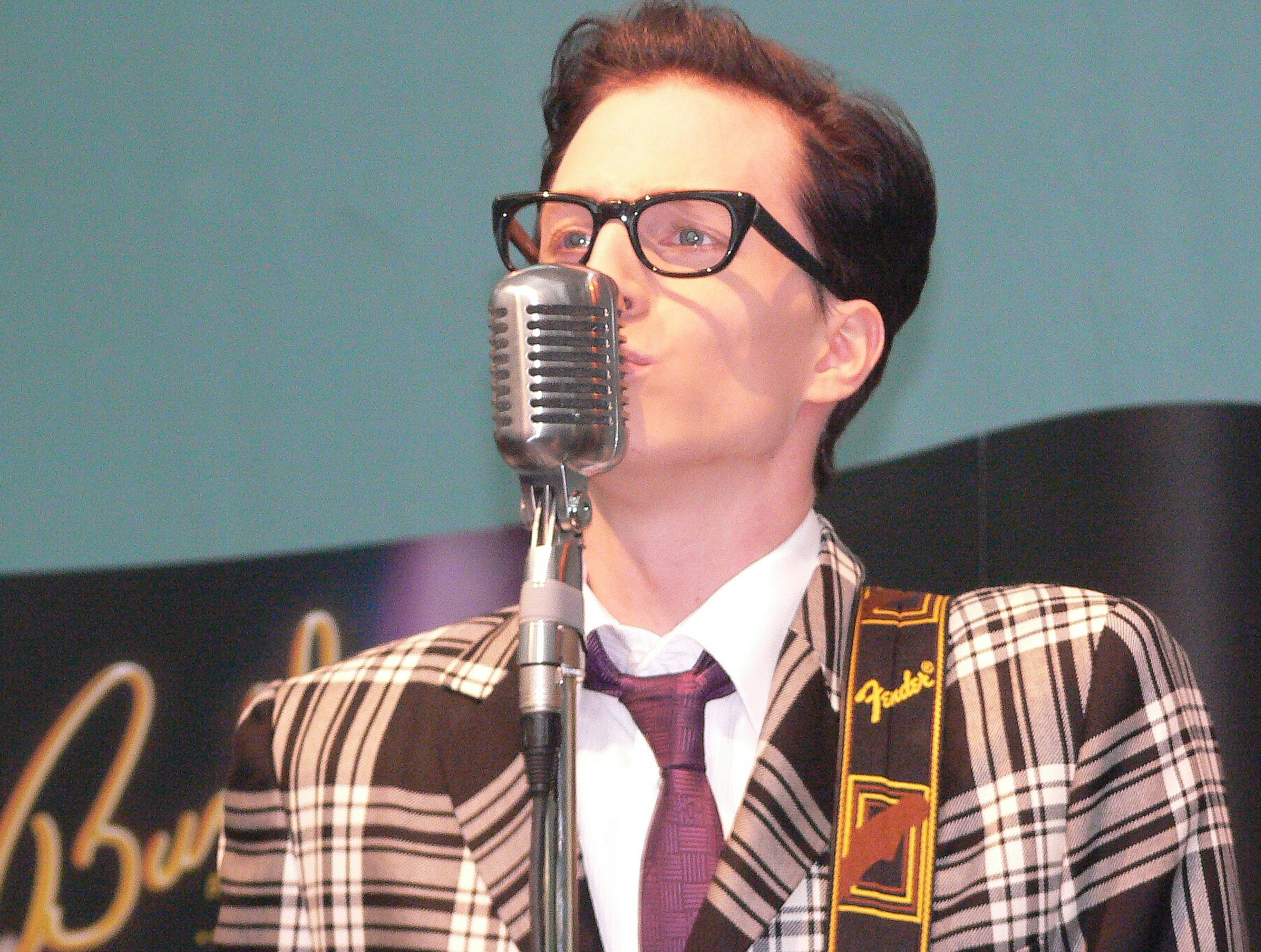
Matthias Bollwerk als Buddy Holly (2010)

Buddy ist ein Musical von Alan Janes und Rob Bettinson über das Leben des „Rock ’n’ Roll“-Musikers Buddy Holly.
Das Jukebox-Musical (engl. Jukebox = Musikbox) wurde am 12. Oktober 1989 im Victoria Palace Theatre im Londoner Westend
uraufgeführt und spielte ab 1990 auch am Broadway in New York. Die deutsche Erstaufführung fand am 17. Januar 1993 im Landestheater Altenburg statt.
In Deutschland wurde es ab dem 16. Dezember 1994 dann in Hamburg in einem neu am Hafen erbauten Theater (heute: Theater im Hafen Hamburg) über sechs Jahre lang (bis 2001) aufgeführt. Vom 8. Oktober 2009 bis 31. Juli 2010 war es im Colosseum Theater in Essen zu sehen.

## Inhalt
Alles fängt in seinem Geburtsort Lubbock (Texas) an. Buddy und seine Freunde spielen im örtlichen Radiosender statt Countrylieder immer wieder Rock ’n’ Roll. Trotzdem vermittelt der Manager des Senders ihnen einen Plattenvertrag bei Decca Records, wo sie Countrylieder aufnehmen.
Um die Musik spielen zu können, die sie lieben, gehen Buddy und seine Band nach Clovis (New Mexico) in das Studio von Norman Petty. Buddy nennt seine Band The Crickets. Dort nehmen sie viele seiner bekannten Stücke auf.
Später werden sie in das Apollo Theater in Harlem (New York City) eingeladen, weil man sie für eine dunkelhäutige Band hält. Das Publikum akzeptiert sie aber trotz heller Haut, weil die Musik „schwarz“ ist. Sie treten dort mit einer farbigen Sängerin auf.
Buddy lernt in New York Maria Elena Santiago kennen und heiratet sie.
Bei erneuten Studioaufnahmen in Clovis kommt es zu Meinungsverschiedenheiten und er trennt sich von Norman Petty und den Crickets.
Ende Januar 1959 geht Buddy mit anderen Stars (unter anderem Ritchie Valens, The Big Bopper) auf Tournee. Nach ihrem Auftritt in Clear Lake (Iowa) am 3. Februar 1959 wollen Buddy Holly, Ritchie Valens und Big Bopper zum nächsten Auftrittsort fliegen. Die Maschine stürzt im Schneesturm ab und alle Insassen kamen um. („The Day the Music Died“)
Im Musical werden die Stücke von Buddy Holly, Ritchie Valens und Big Bopper live auf der Bühne von den Darstellern gespielt und gesungen.

## Lieder
| - The Flower Of My Heart - Rip it up - That’ll be the day - Everyday - Hound Dog | - Party - Not fade away - Peggy Sue - True Love Ways - Why do fools fall in love… | - Chantilly Lace - Maybe Baby - Early in the morning - La Bamba - It doesn’t matter anymore | - Rave on - Johnny B Goode - Oh Boy - Words of Love - Brown eyed handsome man - Buddy to Buddy |

## Besetzungen

### Essen 2009/2010
- Buddy Holly – Dominik Hees, Matthias Bollwerk (alternierend)
- Big Bopper – Patrick Stanke, Tim Harbusch, Dave Moskin
- Ritchie Valens – Vinícius Gomes
- Maria Elena Santiago – Yara Hassan
- Jerry Allison – Lewin Blümel
- Joe Mauldin – Caron Pomp
- Tommy Allsup + Cover Buddy Holly – Dominik Schwarzer
- Hipockets Duncan – Daniel Berger
- Norman Petty – Malcolm Walgate
- Val Petty – Birgit Busse
- Cover Ritchie Valens, Cover Tommy Alssup, Cover Joe Mauldin – Pedro Reichert

### Westend-Revival 2007–2009
- Buddy Holly – Matthew Wycliffe
- Big Bopper – Lee Ormsby
- Ritchie Valens – Miguel Angel
- Maria Elena Santiago – Lucia Rovardi
- Jerry Allison – Nick Sayce
- Joe Mauldin – Greg Last
- Hipockets Duncan – Mike Lloyd
- Norman Petty – Sean Needham
- Vi Petty – Kerry James

### Hamburg 1994–2001
- Buddy Holly – Thomas Borchert, Matthias Kostya, Robin Brosch, Marko Formanek, Fabian Harloff, Martin Pasching, Ian Wood
- Joe Mauldin – Götz Fuhrmann, Jürgen Attig, Jens Schierenbeck, Volker Schwanke, Falko Burkert, James Carnwath
- Jerry Allison – Stephan Schott, Hauke Wendt, Helge Teschner, Boris Schulz, Wolff Reichert
- Big Bopper – Bernd Schrubka, Alex Andrea, William Ward, Jonathan Agar, Tetje Mierendorf, Holger Löwenberg
- Ritchie Valens – Koffi Missah, Ralf Schaedler, Dino Di Iorio, Fabrizio Romagnoli, Shane Morley
- Maria Elena Santiago – Dani Ela Colantuono, Rossella Lo Biundo, Chiara Cattaneo, Torie Bedwin, Sahra Catteral, Francesca Zaccherini, Christelle Gilles
- Hipockets Duncan – Johann Schibli, Holger Löwenberg, Hansjörg Zäther, Götz Fuhrmann
- Norman Petty – Uwe Job, Matthias Simon, Johann Schibli, Holger Löwenberg, Hansjörg Zäther
- Vi Petty – Julia Hillens, Petra Madita Kübitz

## Auszeichnungen
Für zahlreiche Auszeichnungen nominiert wurde vor allem Paul Hipp, der Buddy Holly sowohl im West End als auch am Broadway dargestellt hatte. Er wurde unter anderem für einen Tony Award, einen Drama Desk Award und einen Laurence Olivier Award, jeweils in der Kategorie „Bester Darsteller“, nominiert. Gewinnen konnte er den Theatre World Award. Das Musical selbst wurde für den Laurence Olivier Award als „Bestes Neues Musical“ nominiert.